# Herb Saint John
Herb Saint John – symbol heraldyczny Saint John, jednego z okręgów administracyjnych (ang. parish), znajdującego się na wyspie Jersey, jednej z Wysp Normandzkich.
Przedstawia on na tarczy w polu zielonym srebrny krzyż maltański.
Herb przyjęty został w 1921 lub 1923 roku.
Wizerunek herbu Saint John widnieje na okolicznościowych monetach o nominale jednego funta Jersey.